# Björn Melin
Björn Melin (Jönköping, 4 luglio 1981) è un ex hockeista su ghiaccio svedese.

## Palmarès

### Mondiali
- 1 medaglia:
  - 1 oro (Lettonia 2006)